# Simulium llutense
Simulium llutense es una especie de insecto del género Simulium, familia Simuliidae, orden Diptera.
Fue descrita científicamente por Coscaron & Matta, 1982.